# Julie Nelson
 Julie A. Nelson (1956) es una profesora emérita de economía en la Universidad de Massachusetts Boston, conocida por su aplicación de la teoría feminista a cuestiones de la definición de la disciplina de la economía, y sus modelos y metodología.

## Biografía
Julie Nelson se graduó de St. Olaf College con una licenciatura en economía en 1978 por la Obtuvo un máster en economía en 1982 y en 1986, también recibió un doctorado de la Universidad de Wisconsin-Madison.Su trabajo se centra en género y economía, filosofía y metodología de la economía, economía ecológica y métodos cuantitativos. Julie Nelson se encuentra entre las fundadoras y las académicas más citadas en el campo de la economía feminista. Fue miembro fundadora de la Asociación Internacional de Economía Feminista, editora asociada de la revista Feminist Economics, presidenta de la Asociación de Economía Social en 2019 y editora de la Sección de Economía del Journal of Business Ethics.
Comenzó su carrera en la Oficina de Estadísticas Laborales de los Estados Unidos, posteriormente se convirtió en profesora asociada titular en la Universidad de California, Davis, y luego se mudó al área de Boston, Massachusetts, donde fue profesora de economía en la Universidad de Massachusetts Boston y Investigador senior del Instituto de Medio Ambiente y Desarrollo Global.

## Sus obras

##### Beyond Economic Man: Feminist Theory and Economics
Beyond Economic Man: Feminist Theory and Economics, un libro de 1993 que Nelson coeditó con Marianne A. Ferber, ha sido llamado un "hito" y el "manifiesto" de la economía feminista.
Un volumen de seguimiento, Feminist Economics Today, resume el desarrollo del campo durante los siguientes diez años Julie Nelson es autora, coautora o editora de numerosos artículos académicos y libros sobre la teoría feminista y el estudio empírico del comportamiento., así como coautor de la serie de libros de texto de economía "in Context".

##### Economics for Humans
Su libro de 2006 (segunda edición, 2018) Economics for Humans descarta la opinión de que los mercados son "máquinas" inexorables y analiza cómo una mejor comprensión de la relación entre la economía y los valores podría mejorar tanto los negocios como el trabajo de cuidados.Sostiene que el enfoque actual para estudiar la economía como si fuera una máquina asocial, utilizando sólo herramientas que enfatizan "el desapego, el razonamiento matemático, la formalidad y la abstracción", es estrecho y perjudicial.Sugiere que la metáfora de un "corazón que late" encuadraría mejor las discusiones sobre la economía en términos de valores. Otros trabajos recientes abordan cuestiones de ética y economía, y particularmente en relación con el cambio climático, y cómo los estereotipos sobre las mujeres han distorsionado la investigación reciente sobre economía del comportamiento.